# اوستری
اوستری یا اوسترایا (به روسی: Острая Сопка) آتشفشانی چینه‌ای به ارتفاع ۲۵۵۲ متر است که در شبه‌جزیره کامچاتکا در خاور دور روسیه قرار دارد.

## مشخصات
اوستری آتشفشانی مخروطی‌شکل با دامنه‌هایی به نسبت پوشیده از یخچال است که در شمال رشته‌کوه سردینی واقع شده و با ارتفاع ۲۵۵۲ متری خود یکی از بلندترین قله‌های این بخش را تشکیل می‌دهد. این آتشفشان در اواخر دورهٔ پلیستوسن به وجود آمده است و آخرین فوران آن احتمالاً در دورهٔ هولوسن در ۲۰۵۰ سال پیش از میلاد مسیح بوده است. همچنین مخروط خاکستری بی‌نام موسوم به مخروط ایکس نیز به ارتفاع ۲۱۲۷ متر در دامنهٔ جنوب غربی اوستری قرار دارد که تقریباً ۴۰۰۰ سال پیش فوران کرده و جریان گدازه‌ای بازالتی را پدید آورده است.
دامنهٔ اوستری بر اثر تشکیل دهانه‌ای زمین‌لغزه‌ای در احتمالاً اوایل دورهٔ هولوسن تخریب شده‌است. در قلهٔ کوه و رو به جنوب، دهانه آتشفشان قرار دارد که قطر آن به ۳۰۰ متر می‌رسد.